# استفانی هرناندز
استفانی هرناندز (اسپانیایی: Stefany Hernández‎؛ زادهٔ ۱۳ ژوئن ۱۹۹۱) دوچرخه‌سوار زن اهل ونزوئلا است.
وی در مسابقات کشوری و بین‌المللی در مجموع برندهٔ ۱ مدال طلا، ۶ مدال نقره، ۳ مدال برنز شده‌است.